# Semiothisa reductaria
Semiothisa reductaria är en fjärilsart som beskrevs av Walker 1862. Semiothisa reductaria ingår i släktet Semiothisa och familjen mätare. Inga underarter finns listade i Catalogue of Life.